# Đăk Mar
Đăk Mar là một xã thuộc huyện Đăk Hà, tỉnh Kon Tum, Việt Nam.
Xã Đăk Mar có diện tích 46,59 km², dân số năm 2019 là 7.743 người, mật độ dân số đạt 166 người/km².